# Коуэн, Брайан
Брайан Бернард Коуэн (ирл. Brian Ó Comhain, BIFFO, англ. Brian Bernard Cowen; род. 10 января 1960, Клара, графство Оффали, Ирландия) — премьер-министр Ирландии с 7 мая 2008 по 9 марта 2011 и лидер партии Фианна Файл с 7 мая 2008 по 22 января 2011, сменил на этих постах ушедшего 6 мая в досрочную отставку Берти Ахерна.

## Карьера
Избран в парламент в 1984 после смерти отца. 11 февраля 1992 стал министром труда в правительстве Альберта Рейнольдса, 12 января 1993 перешёл на должность министра энергетики (покинул кресло 22 января 1994), 22 января 1993 стал также министром транспорта, энергетики и коммуникаций. Вынужден был уйти в отставку после крушения коалиционного правительства Фианна Файл и лейбористов, в формировании которого принимал участие. После ухода Фианна Файл в оппозицию занимал должности министра сельского и лесного хозяйства и питания (1994), здравоохранения (1997) в так называемом теневом правительстве.
После парламентских выборов Коуэн был назначен на должность министра здравоохранения (затем и детского развития) в правительстве Берти Ахерна 26 июня 1997. 27 января 2000 стал министром иностранных дел страны. На этом посту способствовал продолжению мирного урегулирования в Северной Ирландии и координировал членство Ирландии в Совете Безопасности ООН и её председательство с 1 января до 1 июля 2004 в Европейском союзе, в период которого были приняты 10 новых членов.
В 2002 Коуэн был избран заместителем лидера партии Фианна Файл.
29 сентября 2004 Коуэн был назначен на самый весомый из министерских постов в Ирландии — пост министра финансов вместо перешедшего на работу в Еврокомиссию Чарли Маккриви, где он способствовал стабилизации бюджета и продолжению экономического развития страны; его прежнее место занял Дермот Ахерн.
14 июня 2007 Коуэн стал также заместителем премьер-министра (ирл. Tánaiste) вместо лидера прогрессивных демократов Майкла Макдоуэлла после формирования нового трёхпартийного правительства с участием Фианна Файл, прогрессивных демократов и зелёных.
9 апреля 2008 был избран новым лидером возглавляющей правительственную коалицию партии Фианна Файл вместо ушедшего в отставку Берти Ахерна.
В правление Коуэна страна столкнулась с финансовым кризисом, что привело к спаду ВВП и росту государственного долга. В 2010 г. Ирландия была вынуждена пойти на займы у Евросоюза и МВФ, которые стали причиной падения популярности Коуэна и его отставки с поста главы партии (январь 2011) и премьер-министра (март того же года).